# المساعدات الخارجية للصين
اتخذت المساعدات الخارجية لجمهورية الصين الشعبية منذ العام 1949 شكل المساعدة الإنمائية الرسمية الثنائية والمتعددة الأطراف والمعونة الرسمية للأفراد المتلقين. وقد تم تقديم مساعدات طبية للصين في خضم جائحة كورونا (كوفيد 19) عام 2020 من العديد من دول العالم، وردت الصين بالمثل.
وفي عام 1978، قامت الصين واليابان بتطبيع علاقاتهما الدبلوماسية، وقد زار دنغ شياو بينغ اليابان لتوقيع معاهدة والنظر في تطور اليابان. ونتيجة لذلك، قررت الصين اقتراض 220 مليون دولار في شكل قروض ميسرة من اليابان عندما كانت قيمة تحضير العملات الأجنبية 167 مليون دولار. ولقد ضخت الصين تلك الأموال في البنى التحتية الاجتماعية.
في عام 2001 تلقت 1.4 مليار دولار من المساعدات الخارجية، أو حوالي 1.10 دولار للفرد. وقد انخفض هذا الإجمالي عن رقم عام 1999 البالغ 2.4 مليار دولار أمريكي، أو 1.90 دولار أمريكي للفرد. وفي عام 2003 ، تلقت الصين 1.3 مليار دولار من المساعدات، أو حوالي 1 دولار أمريكي للفرد، مثل الدول الأخرى في السنوات الأخيرة، خفضت الولايات المتحدة بسرعة المساعدات الخارجية للصين، لتصل إلى حوالي 12 مليون دولار من الوكالة الأمريكية للتنمية الدولية لعام 2011. وتذهب تلك المساعدات إلى المجتمعات التبتية ومبادرات سيادة القانون وسياسة تغير المناخ . وفي عام 2011، كانت حزمة المساعدات التي تبلغ 3.95 مليون دولار المخصصة لتغير المناخ موضوع جلسة استماع حاسمة في الكونغرس بعنوان «إطعام التنين: إعادة تقييم المساعدة الإنمائية الأمريكية للصين».
ويأتي جزء من هذه المساعدة إلى جمهورية الصين الشعبية في شكل مساعدات للتنمية الاجتماعية والاقتصادية من خلال منظومة الأمم المتحدة. فقد تلقت الصين 112 مليون دولار أمريكي من مثل هذه المساعدة التي تقدمها الأمم المتحدة سنويا في عامي 2001 و 2002 ، والجزء الأكبر يأتي من برنامج الأمم المتحدة الإنمائي (UNDP).

## المساعدات العسكرية خلال الحرب العالمية الثانية
في خضم الحرب العالمية الثانية وبتاريخ ديسمبر 1941، أرسلت الولايات المتحدة مهمة عسكرية إلى الصين ووافقت ضمنيًا على إنشاء سلاح جوي صيني حديث، والحفاظ على خط اتصالات فعال مع الصين ، وتسليح 30 فرقة. أدى قصف اليابان لبيرل هاربور في هاواي إلى تحالف الولايات المتحدة مع الصين، وانضمت بريطانيا العظمى إلى حرب المحيط الهادئ حيث تعرضت مستعمراتها للهجوم. أدى هذا التوسع في الصراع الصيني الياباني إلى رفع الروح المعنوية الصينية، ولكن آثاره المبكرة الأخرى كانت ضارة. فمع الغزو الياباني لهونج كونج في 25 ديسمبر، فقدت الصين رابطها الجوي مع العالم الخارجي وأحد طرقها الرئيسية لتهريب الإمدادات. وبحلول نهاية مايو 1942 ، احتفظ اليابانيون بمعظم بورما ، بعد أن هزموا المدافعين البريطانيين والهنود والبورميين والصينيين، وقد كانت الصين محاصرة بالكامل تقريبًا. وفي ذلك الوقت، لم يكن لحلفاء الصين الكثير ليفعلوه لمساعدة الصينيين إلا في تقديم القروض للصين.